# الیجام
الیجام (به لاتین: Aledjame) یک منطقهٔ مسکونی در توگو است که در منطقه کارا واقع شده‌است.